# 盾蟒屬
盾蟒屬（學名：Aspidites），是脊索動物門爬蟲綱有鱗目蛇亞目蟒科的一個屬。這個屬下目前只有兩種生物，分別是盾蟒及窩瑪蟒。盾蟒屬的蛇特徵是沒有毒性，分布地主要在澳洲的中部及北部，是當地的特有種。
盾蟒屬的學名Aspidites在英語中可翻譯成「盾牌擁有者、帶盾的人」。盾蟒屬生物主要生長於乾燥地帶，具備夜行性，卵生動物。

## 外部連結
- 爬蟲類資料庫 - 介紹盾蟒屬